# Coulmer
Coulmer ist eine französische Gemeinde mit 81 Einwohnern (Stand: 1. Januar 2022) im Département Orne in der Region Normandie. Sie gehört zum Arrondissement Mortagne-au-Perche und zum Kanton Vimoutiers. 
Sie grenzt im Norden an Gacé, im Nordosten an Cisai-Saint-Aubin, im Südosten an Orgères, im Süden an Lignères und im Westen an Croisilles.

## Bevölkerungsentwicklung
| Jahr      | 1962 | 1968 | 1975 | 1982 | 1990 | 1999 | 2008 | 2016 |
| --------- | ---- | ---- | ---- | ---- | ---- | ---- | ---- | ---- |
| Einwohner | 135  | 134  | 109  | 102  | 77   | 87   | 93   | 87   |

## Sehenswürdigkeiten

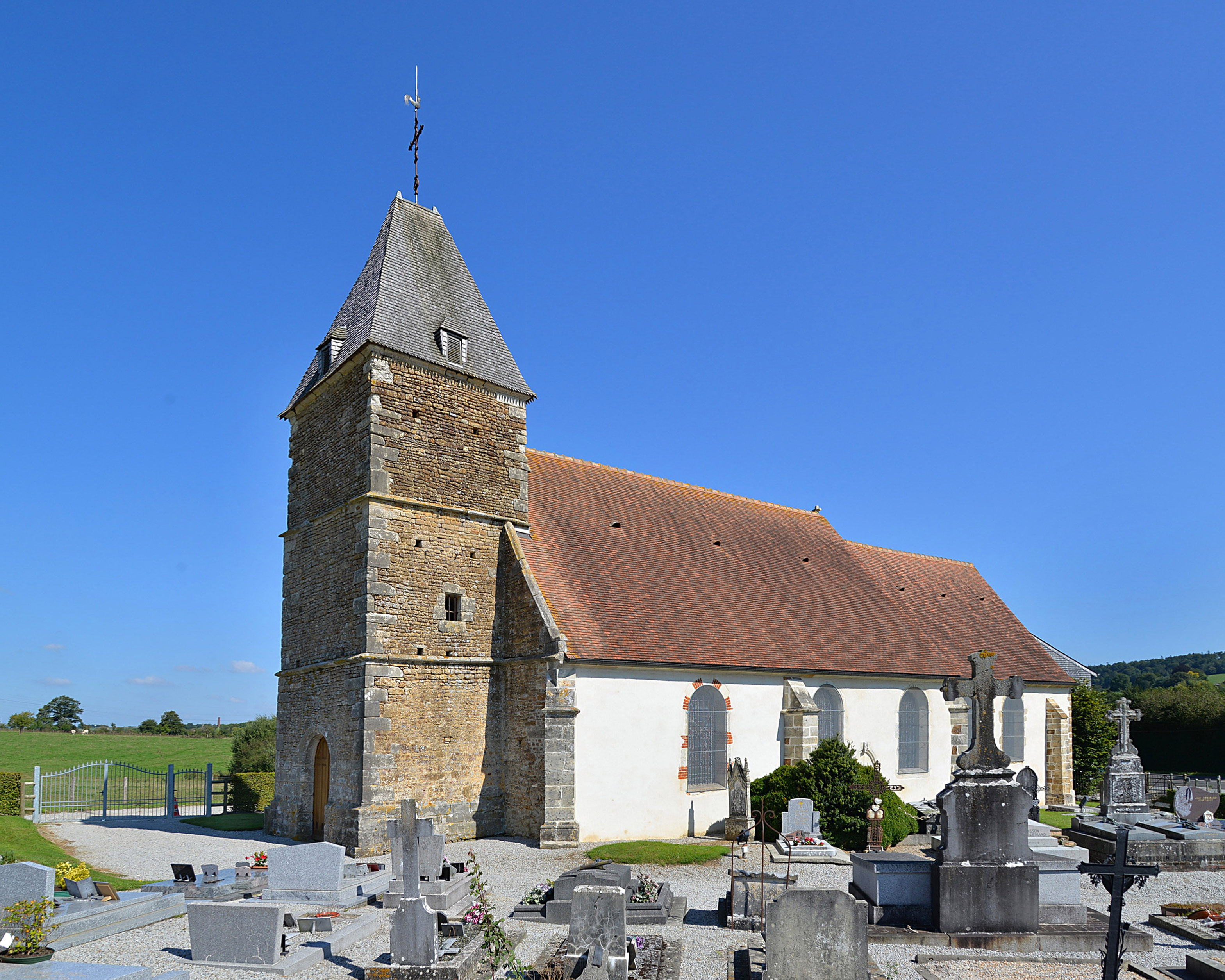
Kirche Saint-Martin

- Kirche Saint-Martin

## Wirtschaft
- Produktionsstätte von Südpack